# Redkey
Redkey é uma cidade  localizada no estado americano de Indiana, no Condado de Jay.

## Demografia
Segundo o censo americano de 2000, a sua população era de 1427 habitantes.
Em 2006, foi estimada uma população de 1416, um decréscimo de 11 (-0.8%).

## Geografia
De acordo com o United States Census Bureau tem uma área de
2,4 km², dos quais 2,4 km² cobertos por terra e 0,0 km² cobertos por água. Redkey localiza-se a aproximadamente 293 m acima do nível do mar.

## Localidades na vizinhança
O diagrama seguinte representa as localidades num raio de 20 km ao redor de Redkey.